# آدم لوبيز
آدم لوبيز (بالإنجليزية: Adam Lopez)‏ هو مغني أسترالي، ولد في 26 أغسطس 1972 في بريزبان في أستراليا.

## وصلات خارجية
- الموقع الرسمي